# Das vierte Gebot (Anzengruber)

Aufführungsfoto aus Dresden, 1902

Das vierte Gebot ist das bekannteste Stück des österreichischen Dramatikers Ludwig Anzengruber. 
Anzengrubers Lebensbild steht in der Tradition des Alt-Wiener Volkstheaters und ist eine Auseinandersetzung mit der Lehrmeinung der Kirche über das Befolgen des alttestamentlichen, nach katholischer Zählweise vierten Gebots „Du sollst Vater und Mutter ehren, damit du lange lebest und es dir wohl ergehe auf Erden.“ (Zehn Gebote). Am Beispiel dreier Familien (Hutterer, Schalanter, Schön) zeigt Anzengruber, wie das vierte Gebot sinnentfremdet, ja sogar ins Gegenteil verkehrt wird, wenn es von den Eltern zum Unglück der Kinder missbraucht wird. Das Stück ist in Dialekt geschrieben und gilt als frühes Beispiel des literarischen Naturalismus.

## Inhalt
Hedwig, die Tochter des materialistischen Hausherrn Hutterer, liebt den mittellosen Klavierlehrer Robert Frey. Ihr Vater verbietet die Beziehung zu dem nicht standesgemäßen Mann und zwingt sie, den reichen Lebemann Stolzenthaler zu heiraten. Er ist der Ansicht: „Eltern wissen allemal besser, was den Kindern taugt, und müßt’ ich dich zwingen, so würd’ ich dich auch zu dein Glück zwingen. Du sollst es auf der Welt besser haben als wie wir, dafür sollen eben die Eltern sorgen, daß es den Kindern immer um a Stückl besser geht, als es ihnen selber ergangen is.“ Hedwig wendet sich in ihrer Not an den Priester Eduard, den Sohn der Hausmeisterfamilie, der ihr allerdings rät, sich strikt an das vierte Gebot zu halten, das er als Hinweis auf den absoluten Gehorsam der Kinder gegenüber den Eltern deutet.
Im Nachbarhaus wohnt die Familie Schalanter. Vater Schalanter, ein Handwerksmeister, ist Trinker, die Mutter eine Kupplerin. Ihre Kinder, die Tochter Josepha, die ein Verhältnis mit Stolzenthaler hatte, und der Sohn Martin, der als Soldat dient, wurden von den Eltern vernachlässigt. Herwig, die Großmutter, warnt die Kinder – allerdings erfolglos – vor dem schlechten Vorbild der Eltern.
Ein Jahr ist vergangen, Hedwig hat ein kränkliches Kind zur Welt gebracht, ihre Ehe mit Stolzenthaler steht unter keinem guten Stern. Robert Frey, der Klavierlehrer, ist beim Militär der Vorgesetzte Martin Schalanters und macht ihm das Leben dort nicht leicht, da Martin unzuverlässig und undiszipliniert ist. Als Frey Hedwig zufällig auf der Straße begegnet, bittet er sie um ein Gespräch. Sie vereinbaren einen Treffpunkt, werden dabei aber von Martin Schalanter und dessen Vater belauscht. Martin will sich an Frey für die schikanöse Behandlung beim Militär rächen und erstattet Stolzenthaler Bericht. Dieser, der für sich selbst in Anspruch nimmt, seine Ehefrau hintergehen zu dürfen, glaubt sich von Hedwig betrogen und wirft sie hinaus.
Frey wartet im vereinbarten Gasthaus. Die Familie Schalanter tritt auf und setzt sich zu ihm an den Tisch. Im folgenden Streit, bei dem Frey zu Martin sagt „Sie sind wirklich, wie es sich von einem Menschen erwarten läßt, dessen Vater ein Säufer und dessen Mutter eine Kupplerin ist!“ erschießt Martin Robert Frey. Während Frey sterbend in die Stadt gebracht wird, kommt Hedwig hinzu und erlebt seinen Tod. Martin Schalanter wird festgenommen und zum Tode verurteilt. 
Hedwig ist von Stolzenthaler geschieden, ihr Kind ist gestorben und sie selbst eine gebrochene Existenz, die dem Tode nahe ist. Ihr Vater Hutterer erkennt am Ende seine Schuld. Der Priester Eduard rät Hedwig: „Gott, der so schwere Prüfungen über Sie verhängte, wird Ihnen auch die Kraft verleihen, dieselben zu ertragen.“ Hedwig entgegnet: „Keine Phrasen, Hochwürden. – Wissen Sie, wie man das nennt, wenn jemand eine Prüfung veranstaltet, um ein Ergebnis herbeizuführen, auf das er ganz gut im voraus rechnen kann? Man nennt das experimentieren. – Vor Jahren wohnte ein Mediziner in unserm Hause, den ich, als kleines Mädchen, von ganzem Herzen verabscheute, weil er arme Kaninchen lebend zerschnitt. Er wußte ganz genau, wie weit er sich auf die Stärke dieser Tierchen verlassen konnte, ob sie ihm tot unter dem Messer bleiben würden, oder wie lange sie lebend und leidend zu erhalten waren, wenn er ihnen durch gute Pflege ‚Kraft verlieh, die Prüfungen zu ertragen’. – Wollen Sie mich glauben machen, Gott wäre so ein Mediziner?“
In der Todeszelle will Martin Schalanter nur den Gärtnersohn Eduard, seinen einstigen Schulfreund, der Priester geworden ist, empfangen, nicht aber seine Eltern. Martin gesteht Eduard, dass er eifersüchtig auf dessen intaktes Elternhaus gewesen sei. Da besucht ihn überraschend kurz vor der Hinrichtung noch seine Großmutter. Der Priester ist Zeuge dieser Begegnung: Martin erkennt, dass die Großmutter mit ihrem Urteil über die Eltern recht gehabt hat und sagt zum Priester auf dessen Vorhalt „Denk an das vierte Gebot!“ die berühmt gewordenen Sätze: „Du hast's leicht, du weißt nit, daß's für manche es größte Unglück is, von ihre Eltern erzogn zu werdn. Wenn du in der Schul' den Kindern lernst: Ehret Vater und Mutter', so sag's auch von der Kanzel den Eltern, daß s' danach sein sollen.“

## Zeit und Ort
Die Geschehnisse des zweiten und dritten Aktes spielen ein Jahr nach denen des ersten an einem und demselben Tage, vom Nachmittage bis zum Abende; der vierte Akt einige Wochen danach. 
Ort der Handlung: Wien und Umgebung. In seinem Volksstück rückte Anzengruber den Handlungsraum an den Rand der neuen Großstadt Wien. 
Zeit: Die Gegenwart.

## Zensur
Da sich Anzengrubers Stück sowohl gegen einen unwidersprochen hingenommenen elterlichen Machtanspruch richtet, darüber hinaus aber auch als Angriff auf falsche Autoritäten im Allgemeinen zu deuten ist, musste es heftige staatliche Zensurmaßnahmen über sich ergehen lassen, um überhaupt zur Aufführung zugelassen zu werden. Die Theaterzensur wollte die Aufführung des Stückes zunächst schlichtweg verbieten, wobei auch der Titel eine entscheidende Rolle spielte sowie die Position des Priesters Schön und dessen Einflussnahme auf die Handlungen der anderen Figuren. 
Die Zensurakten vom 10. Dezember 1877 kritisieren das „an unerquicklichen Szenen und verhängnisvollen Reflexionen reiche Stück“ und sieht die Tendenz als „entschieden bedenklich“ an und zwar „an und für sich und durch die Art der Durchführung“. Weiters heißt es: „Abgesehen von dieser bedenklichen Tendenz, welches das Missverhältnis zwischen den Pflichten der Eltern und den Handlungen derselben mit einer unberufenen Kritik des in seinem wahren und wirklichen Sinne unanfechtbarsten aller Gebote verquickt, muß ganz besonders betont werden, daß die im letzten Akte hervortretende Reue des Priesters übe eine Unüberlegtheit und Übereilung in der Verkündigung des vierten Gebotes, d. h. vielmehr über eine entschieden falsche Interpretation desselben den Priesterstand diskreditiert und nicht nur den weitaus größeren Teil der Schuld an den speziell angeführten Unglücksfällen der Intervention des Priesters Schön zuschreibt, sondern – per analogiam und den konkreten Fall tendenziös zum abstrakten Dogma aufblähend – der Geistlichkeit überhaupt eine ihrem Berufe widersprechende Einflußnahme auf die Entschließungen der Laien zur Last legt.“
Auf Drängen des künstlerischen Leiters des Theaters in der Josefstadt, Eduard Dorn, konnte im letzten Moment doch noch eine Genehmigung erwirkt werden. Den Titel „Das vierte Gebot“, der eine Allgemeingültigkeit des Textes andeutete, wollte die Zensur auf den nur den konkreten Fall einbeziehende Titel „Verdorben durch Elternschuld. Lebensbild in 4 Akten“ geändert wissen. Die Bewilligung wurde schlussendlich für ein Stück, das eigentlich keinen Titel führte, erteilt. Es musste „Ein Volksstück in vier Akten von Ludwig Anzengruber“, genannt werden, 27 Textstellen, insbesondere jene mit Bezug auf das vierte Gebot, wurden gestrichen. 
Als der Direktor des Deutschen Volkstheaters, Emmerich von Bukovics, das Stück im Jahr 1890 wieder aufführen wollte, entbrannte der Kampf um den Titel aufs Neue. Dieser wurde dann zwar freigegeben, die meisten Streichungen aber aufrechterhalten. Erst 1898 wurden die letzten Streichungen aufgehoben.

## Aufführungsgeschichte
Die Uraufführung am 29. Dezember 1877 im Theater in der Josefstadt brachte zunächst nicht den erhofften Erfolg und wurde nicht nur von der Kirche stark kritisiert. Die Zensur hatte das Stück offensichtlich so stark entstellt, dass die Qualität stark beeinträchtigt war und es war wohl auch die Aufführung mangelhaft. Das Illustrierte Wiener Extrablatt schrieb: „Man lasse sein Werk lieber unaufgeführt, ehe man es solchen Kräften anvertraue.“ In Österreich setzte sich das Großstadtdrama erst nach Anzengrubers Tod und dem Erfolg des Stückes 1890 in Berlin durch.
Nach Anzengrubers Erfolgen in Berlin durch Aufführungen seiner Stücke Der G’wissenswurm (1887) und Der Pfarrer von Kirchfeld (1888) am Deutschen Theater durch Adolph L’Arronge und Heimg'funden (1888) und Der Meineidbauer (1889) am Lessingtheater durch Oscar Blumenthal kam es 1889 schließlich zu einer Anfrage des Vereines Freie Bühne Berlin, ob Anzengruber bei der Aufführung des Vierten Gebots im Oktober anwesend sein könnte, doch musste dieser verneinen. So wurde die Aufführung erst für die zweite Hälfte der Saison angesetzt – die Anzengruber jedoch dann nicht mehr erlebte. Anzengruber wurde knapp vor seinem Tod auch noch Mitglied der Freien Bühne Berlin: „In Berlin läßt man mir Gerechtigkeit widerfahren – dort bin ich wer!“ Am 2. März 1890 kam das Stück dann in Berlin ohne die zensurverordneten Streichungen heraus und bekam durch österreichische Schauspieler auch den entsprechenden Lokalton. Erst durch diese Aufführung war der Weg für den Erfolg des Stückes auch in Österreich gesichert. 
Theodor Fontane bekannte nach der Berliner Aufführung, dass er nichts kenne, das erschütternder auf ihn gewirkt habe als der dritte und vierte Akt, die er selbst über Tolstojs Die Macht der Finsternis stelle: „Das Stück ist interessant von Anfang bis Ende. Der dritte und vierte Akt sind dramatische Schöpfungen allerersten Ranges und ich kenne überhaupt nichts, auch das Größte miteingerechnet, was erschütternder auf mich gewirkt hätte.“
Ebenso großes Aufsehen machte die Aufführung im Grazer Parktheater am 26. Oktober 1890. Der Dichter Peter Rosegger gab seiner Überzeugung Ausdruck, in dieses „herrliche und sittlich erziehende Volksdrama“ sollte man dem Volk freien Eintritt geben. Kirchliche Kreise protestierten jedoch gegen Titel und Tendenz des Stückes, das klerikale Grazer Volksblatt verweigerte die Aufnahme des Theaterzettels und schrieb gegen das Stück. Der Fürstbischof ließ in Grazer Kirchen gegen die Aufführung predigen. Auch in Wien kündigte der Abendprediger von St. Stephan einen Zyklus von Predigten über das Vierte Gebot an. Er fand dahinter „Verführung zur Unzucht, zum Ungehorsam gegen die Eltern und zum Unglauben“.
Der Feuilletonist und Theaterkritiker Ludwig Speidel verteidigte Anzengruber und schrieb: „Das Drama wendet sich nicht an die Kinder, behandelt keine Gehorsams-, sondern eine Beispiels- und Erziehungsfrage und predigt den Eltern, die dieser Predigt nur zu bedürftig sind: wenn ihr eure Kinder vor dem Galgen bewahren wollt, so bewahrt sie vor dem, worauf nun mal der Strick steht, und wenn ihr sie in Ehren sehen wollt, so lebt selber in Ehren.“
Der Berliner Kritiker und Theaterleiter Otto Brahm nannte Anzengruber einen „erzürnten Sittenrichter, einen leibend Strafenden, der die Verlotterung von Alt-Wien und die Verrohung von Neu-Wien mit gleich herber Wahrheit vergegenwärtigte“ und der „allem theatralischen Schönfärben allem Lackieren mit Honigfarben ewig feind bleib.“ (Kritische Schriften über Drama und Theater, 1913)
Nach der Aufführung 1890 im Deutschen Volkstheater mit Ludwig Tyrolt und Ludwig Martinelli als Vater und Sohn Schalanter, Pepi Glöckner-Kramer als Josefa und Alexander Girardi als Stolzenthaler, die erstmals den Originaltext verwenden durfte, schrieb die Kritik plötzlich empört; „Wie war es möglich, dass eine solche spezifische Wiener Dichtung dreizehn Jahre lang vergessen, niedergehalten, übersehen und übergangen werden konnte?“ 
Als psychologische Studie wurde das Stück auch von Sigmund Freud geschätzt. Für ihn war Anzengruber „einer unserer besten Dichter.“ 
In späteren Jahren folgen Aufführungen u. a. 1942 am Schauspielhaus Zürich (Regie: Leopold Lindtberg) mit Therese Giehse als Frau Schalanter, 1952 am Volkstheater Wien (Regie: Leon Epp) mit Karl Skraup, Dagny Servaes und Hans Putz als Familie Schalanter und Pepi Glöckner-Kramer als Großmutter, am Theater an der Josefstadt (Regie: Ernst Lothar) mit Karl Paryla als Martin Schalanter, 1970 am Volkstheater Wien (Regie: Gustav Manker) mit Herbert Propst, Wolfgang Hübsch, Hilde Sochor, Brigitte Swoboda als Familie Schalanter und Kitty Speiser als Hedwig und 2005 am Theater an der Josefstadt (Regie: Herbert Föttinger) mit Alexander Pschill als Martin Schalanter und Elfriede Ott als Großmutter.

## Verfilmungen
- 1912: Kurzfilm (Untertitel Du sollst den Vater und die Mutter ehren) Regie: Charles Decroix mit Frida Richard und Ernst Rückert. Produktion: Deutsche Mutoskop und Biograph (DMB).

- 1914: Das vierte Gebot Produktion der Wiener Kunstfilm-Industrie.

- 1920: Martin Schalanters letzter Gang. Eine Elterntragödie Regie und Drehbuch: Richard Oswald. Besetzung: Hans Homma (Hutterer); Emmy Schleinitz (Frau Hutterer); Lola Kneidinger (Hedwig); Cornelius Kirschner (Schalanter); Alice Hetsey (Frau Schalanter); Louis Ralph (Martin); Ally Kay (Josepha); Ferdinand Bonn (Stolzenthaler); Josef König (junger Stolzenthaler); Philippine Russek (Großmutter); Carl Kneidinger (Schön, Gärtner); Viktoria Pohl-Meiser (Frau Schön); Werner Schott (Eduard, Weltpriester); Robert Valberg (Robert Frey); Wilhelm Schmidt (Johann Duncker); Rudolf Merstallinger (Lehrbub). Produktion: Leyka-Film GmbH (Wien), Richard Oswald-Film GmbH (Berlin)

- 1950; Das vierte Gebot (Untertitel Die Kupplerin) Regie und Drehbuch: Eduard von Borsody mit Attila Hörbiger (Schalanter), Dagny Servaes (Barbara Schalanter), Hans Putz (Martin Schalanter), Inge Egger (Josefa), Auguste Welten (Großmutter), Alfred Neugebauer (Hutterer), Alma Seidler (Sidonie Hutterer), Brigitte Ratz (Hedwig), Fritz Imhoff (Stolzenthaler), Erik Frey (August Stolzenthaler), Karl Skraup (Hausbesorger Schön), Annie Rosar (Anna Schön), Erich Auer (Eduard Schön), Carl Bosse (Robert Frey), Leopold Rudolf (Gehilfe Johann)

- 1964: Das vierte Gebot Verfilmung zum 75. Todestag Anzengrubers für den ORF, Regie Walter Davy, mit Helmut Qualtinger als Schalanter und Walter Kohut (Martin), Erika Pluhar (Josefa), Gretl Elb (Barbara), Maria Waldner (Großmutter), Fritz Schmiedel (Hutterer), Erika Ziha (Sidonie), Gudrun Erfurth (Hedwig), Harry Fuss (Stolzenthaler), Kurt Sowinetz (Johann Dunkler), Veit Relin (Robert Frey), Sepp Löwinger (Jakob Schön, Gärtner), Elisabeth Karlan (Anna), Bruno Dallansky (Eduard), Carlo Böhm (Katscher), Rudolf Rösner (Mostinger, Wirt), Herbert Propst (Atzwanger)

## Roman
Das vierte Gebot wurde „nach der Original-Ausgabe des Anzengruberschen Volksstückes“ von André Mairock auch als Roman bearbeitet.